# Zwartkinwever
De zwartkinwever (Ploceus nigrimentus) is een zangvogel uit de familie Ploceidae (wevers en verwanten).

## Verspreiding en leefgebied
Deze soort komt voor van zuidoostelijk Gabon tot centraal Angola en aangrenzend Congo-Brazzaville.